# Eerste hoofdcommissaris

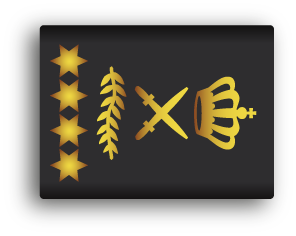
Rangteken van de Eerste Hoofdcommissaris

Eerste hoofdcommissaris is sinds 2013 de hoogste rang bij de Nederlandse politie. Deze rang wordt bekleed door de korpschef van de Nationale Politie en is in het leven geroepen bij de grote politiereorganisatie van 2013, waarbij de organisatie werd gecentraliseerd, zoals in de Politiewet 2012 was vastgelegd. De eerste persoon die in deze functie benoemd werd was Gerard Bouman die tot taak had de organisatie om te vormen van 25 grotendeels onafhankelijke regiokorpsen en een Korps Landelijke Politie Diensten naar een landelijk politiekorps, dat bestaat uit tien regionale eenheden, een landelijke eenheid en een Politiedienstencentrum.

## Lijst van Eerste hoofdcommissarissen
| Ambtsperiode                     | Naam           | Bijzonderheden               |
| -------------------------------- | -------------- | ---------------------------- |
| 3 januari 2013 - 1 februari 2016 | Gerard Bouman  | Eerste bekleder van het ambt |
| 1 maart 2016 - 29 april 2020     | Erik Akerboom  |                              |
| 29 april 2020 - 29 februari 2024 | Henk van Essen |                              |
| 1 maart 2024 - heden             | Janny Knol     | Eerste vrouw in dit ambt     |